# Coelophysis
Coelophysis ("šuplji oblik" ili "šuplja forma", što se odnosi na njegove šuplje kosti) je jedan od prvih poznatih rodova dinosaura. To je bio maleni mesožder koji je hodao na dvije noge i živio je tijekom kasnog trijasa na jugozapadu Sjedinjenih Američkih Država.
Tipičnu vrstu, C. bauri, je opisao Edward Drinker Cope 1889. godine. Naziv Rioarribasaurus je sinonim za ovaj rod. Još jedan dinosaur, Megapnosaurus, se često smatra sinonimom od Coelophysis.

## Opis
Coelophysis bauri je poznat iz mnogih potpunih skeleta. C. bauri je bio dinosaur lake građe koji je dostizao dužinu do 3 metra i bio je viši od metra u kuku. Naziv Coelophysis znači "šuplji oblik" i tako je nazvan zbog šupljih kostiju udova.
Coelophysis je bio vrlo vitak i vjerojatno je bio brz trkač. Iako je bio rani dinosaur, evolucija oblika tijela teropoda već je napravila dobar napredak od bića poput Herrerasaurusa i Eoraptora. Torso Coelophysisa izgledao kao i torso kod teropoda, ali grudni pojas pokazuje neke interesantne karakteristike: C. bauri je imao jadac, prvi među dinosaurima. Coelophysis je također imao i četiri prsta na ruci, kao i njegovi preci. Mogao je pokretati samo tri prsta, a četvrti je bio urastao u meso ruke.
Zdjelica i noge C. bauri također jako sliče onima kod teropoda. Imaju otvoren acetabulum i prav zglob članka koji su karakteristični za dinosaure. Noge su završavale sa stopalom s tri prsta i s uzdignutim halluxom.
Coelophysis je imao velike oči i dobar vid. Vrat i glava su mu bili dugi. Rep je također bio dugačak i imao je neobičnu strukturu koja mu nije dopuštala da se kreće gore-dolje. Tako je rep mogao služiti kao kormilo ili protuteža dok je ova životinja brzo trčala.
Coelophysis je imao dugu i usku glavu, a njegovi oštri i zakrivljeni zubi pokazuju da se hranio mesom - vjerojatno malenim bićima sličnim gušterima. Možda je mogao i loviti u čoporima kako bi oborio veći plijen. Coelophysis je imao izduženu gubicu s velikim "rupama" koje su pomagale u smanjenju težine glave, a uske kosti su pomagale da glava bude čvršća. Vrat je bio izrazito savijen.
Zubi su mu bili tipični za dinosaure mesoždere, poput oštrice i pokriveni sitnim naborima i izvana i iznutra, koji su služili kao sitni zubi.

## Ponašanje
Budući da se o Coelophysisima zna uglavnom ono što je otkriveno na Ghost Ranchu (ranču duhova), postoji tendencija da se ova velika grobnica tih životinja smatra dokazom da su oni nekada živjeli u ogromnim čoporima. Televizijska serija Šetnja s dinosaurima je, na primjer, pokazala okupljanje manjih skupina (ali nije navela Ghost Ranch kao dokaz za to). Ne postoje direktni dokazi da su se skupljali u grupe; ostaci pokazuju jedino da su mnogi Coelophysisi ostali tu zakopani, zajedno s drugim bićima iz trijasa. Neki dokazi upućuju na to da su možda tijekom sušne sezone došli do vode da se napiju ili da love ribe koje su se mrijestile, kada ih je iznenada ubila iznenadna poplava.
Pretpostavljeno je da je C. bauri bio kanibal, što se oslanja na navodne ostatke mladunaca "unutar" stomaka kod nekih jedinku s Ghost Rancha. Međutim, Rob Gay je 2002. pokazao da su ti "mladunci" zapravo bili gušteri poput Hesperosuchusa, a izgleda da su u nekim slučajevima veći Coelophysisi bili naslagani na manje, pa tako više nema dokaza za kanibalističko ponašanje. Možda će biti još istraživanja koja će pokazati sadržaj želuca kod nekih jedinki i tako će se ovaj problem možda riješiti.
Pronađene su dvije forme Coelophysisa, jedna vitkija i jedna čvršća. Paleontolozi sada smatraju da su to bili mužjak i ženka.

## Otkriće
Edward Drinker Cope je dao naziv Coelophysisu 1889. godine dok se saOthnielom Charlesom Marshom natjecao tko će nazvati najviše vrsta, što je ostalo poznato kao "Rat kostiju". Jedan skupljač fosila-amater, David Baldwin, je našao prve ostatke 1881. godine. Tipična vrsta, C. bauri je nazvana po Bauru, jednom od mnogih lovaca na fosile koji su podržavali Copea. Međutim, ovi prvi pronađeni ostaci su bili u tako lošem stanju da nisu dali najbolji uvid u izgled ovog novog dinosaura.
Godine 1947. otkriveno je "groblje" Coelophysisa u Novom Meksiku, na Ghost Ranchu, blizu mjesta gdje je otkriven prvi fosil. Tako mnogo fosila zajedno je vjerojatno rezultat iznenadne poplave koja je pokupila veliki broj Coelophysisa i brzo ih zakopala. Zapravo, izgleda da su takve poplave bila vrlo česte u tom razdoblju Zemljine povijesti, i, zaista, Okamenjena šuma iz obližnje Arizone je nastala kada je poplava odnijela panjeve iz obližnje šume. Edwin H. Colbert je napravio opsežnu istragu za sve fosile koji su do danas nađeni i od njega danas znamo većinu stvari o Coelophysisima. Primjerci s Ghost Rancha su bili tako brojni, a mnogi tako dobro očuvani, da je jedan od njih postao tipični primjer za cijeli rod umjesto prvog, loše očuvanog, primjerka.
Otkad su otkriveni primjerci s Ghost Rancha, nađeno je još skeleta u Arizoni, Novom Meksiku.
Edwin H. Colbert je pretpostavio da otisci teropoda iz Connecticut Valleya (Dolina Connecticut), za koje se smatra da pripadaju rodu Grallator, možda pripadaju Coelophysisima.

## Klasifikacija
Coelophysis je rod koji se sastoji od jedne vrste C. bauri. U početku su bile opisane još dvije vrste, C. longicollis i C. willistoni; međutim, one se smatraju sinonimima C. bauri. Vrsta C. rhodesiensis je vjerojatno dio ovog generičkog kompleksa, a poznata je iz jure iz južne Afrike. U filogenetskoj sistematici Coelophysis se smatra kladusom u porodici Coelophysidae.

## U kulturi
Coelophysis je bio prikazan u BBC-jevim serijama Šetnja s dinosaurima, Kada su dinosauri lutali Amerikom i u Dinosaurs Alive (gdje je prikazano kako love Effigiau). U televizijskoj seriji za djecu iz 1947. godine Land of the Lost (zemlja izgubljenih) također je prikazan jedan Coelophysis nazvan "Spot" (pjega, točka).
Coelophysis je bio drugi dinosaur koji je odnesen u svemir. Prvi je bio skelet Maiasaura, koji je odnesen tri godine prije Coelophysisa. Jedna lubanja Coelophysisa je bila na misiji STS-89 Space Shuttle Endeavoura 22. siječnja 1998. godine. Također je bila odnesena na svemirsku stanicu Mir prije nego što je bila vraćena na Zemlju.
Coelophysis je i državni fosil Meksika.

## Drugi projekti
|  | Zajednički poslužitelj ima još gradiva o temi Coelophysis |
|  | Wikivrste imaju podatke o taksonu Coelophysisu            |